# Adolf Ehrnrooth

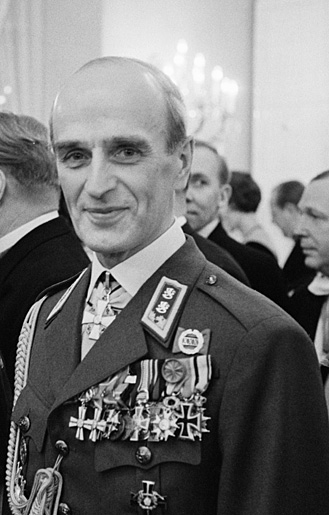
Adolf Ehrnrooth, 1963.

Adolf Erik Ehrnrooth, född 9 februari 1905 i Helsingfors, död 26 februari 2004 i Åbo, var en finländsk militär. Finländsk krigsveteran, general av Infanteriet, förlänad Mannerheimkorset, Storkorset av Frihetskorsets orden av Republiken Finland, samt storkorset av Svärdsorden av Konungariket Sverige.
Efter avslutad kadettskola 1922 tjänstgjorde han först i Nylands dragonregemente. Efter striderna på Karelska näset under fortsättningskriget utnämndes Ehnrooth till riddare av Mannerheimkorset.
Han är begravd på Sandudds begravningsplats i Helsingfors.